# أرض الحاج (دوعن)

تعديل مصدري - تعديل

أرض الحاج هي إحدى قرى عزلة صيف بمديرية دوعن التابعة لمحافظة حضرموت، بلغ تعداد سكانها 26 نسمة حسب تعداد اليمن لعام 2004.